# 宽盘大脐蜗牛
宽盘大脐蜗牛（学名：Aegista platyomphala），是柄眼目扁蜗牛科盾蜗牛属的一种。主要分布于中国大陆，常栖息在较潮湿温暖的南方山区及丘陵坡地一带的灌木丛，草丛中，落叶，石块下。